# Erich Hartmann
Erich Alfred „Bubi“ Hartmann (19. dubna 1922 Weissach u Stuttgartu – 20. září 1993 Weil im Schönbuch) přezdívaný přáteli Blonďatý rytíř a nepřítelem Černý ďábel Ukrajiny, byl německý stíhací pilot, nejúspěšnější letecké eso celé historie vzdušných bojů. Během druhé světové války ve službách Luftwaffe sestřelil 352 letadel nepřítele (345 z toho létalo v Rudé armádě) během 825 vzdušných soubojů. Kvůli poškození svého stroje musel čtrnáctkrát nouzově přistát.

## Mládí
Hartmann se narodil v městě Weissach v Württembersku. Většinu svého dětství prožil na Dálném východě, protože jeho otec pracoval v Číně jako lékař. Vrátil se do Německa v roce 1928. Později se, jako mnoho jiných mladých lidí, zapojil do výcvikového programu letů s kluzáky, na které ve čtrnácti letech získal pilotní průkaz. Celý program byl především určen pro začínající piloty Luftwaffe, pod záštitou Hitlerjugend. Letecký průkaz na letadla získal v roce 1939 a koncem roku 1940 se začal jako dobrovolník vzdělávat ve škole pro důstojníky – Luftkriegsschule II.

## Kariéra vLuftwaffe
Po absolvování provedl první samostatný let 24. března 1941 po 73 nalétaných hodinách. Při tomto svém prvním letu hrubě porušil letecké předpisy a udělal několik nepovolených manévrů. Za tuto opovážlivost byl potrestán tím, že nesměl létat, nicméně jeho letoun byl druhý den sestřelen s jiným pilotem. Navíc byla zjištěna porucha a Erich Hartmann mohl zahynout jako zcela neznámý, mladý a nezkušený pilot Luftwaffe. Ve dvaceti letech byl povýšen do hodnosti poručíka. V září 1942 byl přidělen k Jagdgeschwader 52. JG 52 byla rozmístěna v oblasti Kavkazu na východní frontě v Sovětském svazu a měla k dispozici letouny Messerschmitt Bf 109G. Po nástupu umístili Hartmanna pod vedení zkušeného A. Grislawskiho. Po několika náročných dnech cvičných letů a simulace vzdušného boje Grislawski uznal, že ačkoliv se Hartmann musí ještě hodně učit, zejména v taktice vzdušného boje je velmi nadaným pilotem.

## V boji
Poté Bubi přešel k 7. letce JG 52 kde sloužil s Waltrem Krupinskim (197 sestřelů), tehdy esem Luftwaffe se 70 sestřely, se kterým se spřátelil.
První sovětské letadlo, Il-2, sestřelil 5. listopadu 1942. Do konce roku přidal jen jediný úspěch.
7. července 1943 zničil sedm letadel během jediného dne, v průběhu masivních leteckých bojů v rámci bitvy v Kurském oblouku. Do srpna 1943 dosáhl padesátého vítězství a v tomto měsíci dalších 48. Po svém devadesátém vítězství musel přistát s poškozeným strojem a byl zajat, ale uprchl a přes frontu se vrátil do německých linií. V září byl přeřazen na funkci velitele 9. letky JG 52. V říjnu zneškodnil 33 nepřátelských letadel. Po 148. úspěchu byl 29. října vyznamenán Rytířským křížem. Do konce roku vzrostl počet jeho vítězství na 159. „Dubové ratolesti“ k Rytířskému kříži získal 2. března 1944.
V roce 1944 Hartmann pokračoval v ještě rychlejším tempu. Jeho velkolepé úspěchy ve vzdušných soubojích sledovalo i velitelství Luftwaffe s jistou dávkou nedůvěry; jeho zásahy však byly nezřídka potvrzeny dvoj- až trojnásobně a také byly pod dohledem pozorovatele létajícího v jeho letce. V březnu dosáhl 202 vítězství. Sovětské velitelství na jeho hlavu dokonce vypsalo vysokou odměnu. 4. července 1944 získal „meče“ k Rytířskému kříži. Díky tomu, že Hartmann měl černě natřený vrtulový kužel a jeho stroj byl lehce identifikovatelný, se mnoho letců nepřítele zdráhalo začít s ním bojovat. Také díky tomu byli k Hartmannovi přidělováni nováčkové, protože létali v relativním bezpečí.
Hartmann dosáhl 300. vítězství 24. srpna, když v tomto dni sestřelil 11 letadel. Po dosažení třístovky však následoval zákaz bojových letů od samotného Hermanna Göringa, který se obával špatného vlivu na německou morálku, pokud by oslavovaný hrdina zahynul. Ale Hartmann dosáhl toho, že se mohl vrátit do bojů. Za získání více než 300 sestřelů mu byly (jako jednomu z 27 německých vojáků) uděleny „diamanty“ k Rytířskému kříži.
V průběhu jediného roku – 1944 zaznamenal 172 vítězství, což je rekord, který nikdy nikdo nepřekonal. V červnu tohoto roku také sestřelil jedno americké letadlo P-51 Mustang nad Rumunskem (starší zdroje mu připisují v tomto období čtyři Mustangy), ale příští měsíc jej jiné Mustangy pronásledovaly tak dlouho, až mu docházelo palivo a musel nouzově přistát.
Na začátku roku 1945 byl Hartmann přizván generálem Gallandem, aby se připojil k jednotkám používajícím nový proudový letoun Messerschmitt Me 262 . Nabídku však odmítl, protože chtěl zůstat u JG 52, kde působil ve funkci velitele 1. skupiny až do konce války. Během dopoledne 8. května 1945 sestřelil v souboji nad Brnem svůj 352. letoun, provádějící vítěznou akrobacii. Toto vítězství je některými vojenskými historiky považováno za poslední německé letecké vítězství druhé světové války, ale dalšího sestřelu dosáhl později během tohoto dne pilot Me 262 z JG 7 nad Krušnými horami. Ještě téhož dne se Hartmannova jednotka po pochodu směrem na Strakonice vzdala americké 90. pěší divizi.
Hartmann nalétal 1456 bojových letů, během kterých prošel 825 souboji, a ztratil 14 strojů pro poškození a nouzové přistání. Jednou byl donucen užít padák a také nebyl v pravém slova smyslu sestřelen, i když na jeho hlavu byla vypsána odměna 10 000 rublů.[zdroj⁠?!] Soupis jeho úspěchů zahrnuje 200 různých jednomotorových strojů sovětské konstrukce, více než 80 americké konstrukce (například P-39 Airacobra), 15 bitevníků Iljušin Il-2 a 10 dvoumotorových středních bombardérů. Hartmann často prohlašoval, že je mnohem víc hrdý na skutečnost, že nikdy neztratil v boji svou dvojku, než na vysoký počet sestřelů.

## Po válce
Po zajetí předala americká armáda (podle dohod z Jalty, které určovaly, že mají být vydáni všichni vojáci přímo bojující proti SSSR) Hartmanna, jeho jednotku s piloty i pozemním personálem do zajateckého tábora v Sovětském svazu. Toto předání proběhlo na území ČSR a to u Písku, kde byli Němci internováni v zajateckém táboře. Hartmann byl transportován do zajateckého tábora za Ural, ale přes nátlak NKVD spolupráci s ní nepřijal. Hartmann byl obviněn z válečných zločinů (přesněji z úmyslného zabíjení civilistů) a odsouzen na 25 let. Obzvláště na počátku zajetí byl vystaven krutému mučení a pobytům v tmavé samotce. Navzdory mučení a ponižování své údajné zločiny nikdy nepřiznal a nenechal se zlomit. Sovětští představitelé se také neúspěšně pokoušeli získat Hartmanna na svoji stranu. Nabízeli mu i vysoký post v nově budovaném letectvu východního Německa. Během zajetí zemřel ve věku tří let Hartmannův syn, kterého nikdy neviděl. Po více než deseti letech strávených v zajetí na Sibiři byl v roce 1955 mezi posledními zajatci repatriovanými do Západního Německa. Zde se opět setkal se svou ženou.
Rok po návratu se stal důstojníkem západoněmeckého letectva. Později velel první jednotce vybavené americkými proudovými letouny Lockheed F-104 Starfighter – Jagdgeschwader 71 „Richthofen“. Několikrát se účastnil leteckého výcviku ve Spojených státech. Do výslužby odešel na vlastní žádost 30. září 1970 v hodnosti plukovníka.
Erich Hartmann zemřel ve věku 71 let 20. září 1993.
Rusko plně rehabilitovalo Ericha Hartmanna v lednu 1997 a potvrdilo také, že podmínky procesu i rozsudek samotný byl nezákonný.

## Vyznamenání
- Železný kříž, II. třída (17.12.1942)
- Železný kříž, I. třída (07.03.1943)
- Čestný pohár za zvláštní úspěchy v letecké válce (13.09.1943)
- Německý kříž , ve zlatě (17.10.1943)7
- Rytířský kříž Železného kříže (29.10.1943)
- Rytířský kříž Železného kříže, s dubovou ratolesti, 420. držitel (02.03.1944)
- Rytířský kříž Železného kříže, s dubovou ratolesti a meči, 75. držitel (02.07.1944)
- Rytířský kříž Železného kříže, s dubovou ratolesti, s meči a brilianty, 18. držitel, (25.08.1944)
- Společný odznak pro piloty a pozorovatele s brilianty
- Frontová letecká spona denní stíhači – zlatá s číslem 1300